# 價格信號
价格信号是指生產者和消費者可以通过产品或服务的价格來獲知供应量或需求量增加或减少的信号。生產者可以根據價格信號來決定生產量和生產方式。消費者可以根據價格信號來決定消費方向和消費規模。